# Roberto Bailey
Pour les articles homonymes, voir Bailey.
Roberto James Bailey Sargent (né le 10 août 1952 à La Ceiba et mort le 11 juin 2019 à San Pedro Sula) est un footballeur international hondurien qui évoluait au poste d'attaquant.

## Biographie

### Carrière en sélection
Avec l'équipe du Honduras, il figure dans le groupe des sélectionnés lors de la Coupe du monde de 1982. Lors du mondial organisé en Espagne, il ne joue aucun match.

## Palmarès
Marathón
- Championnat du Honduras (1) :
  - Champion : 1979.
  - Vice-champion : 1980.